# 高氯酸脲
高氯酸脲是一种含能材料，为片状晶体，有较好的化学稳定性和强吸湿性，可用作氧化剂。它可由尿素和72%的高氯酸水溶液反应制得，其质子化发生在氧上，而不是氮上。它在170~190 °C分解为高氯酸铵。

## 拓展阅读
- Annikov, V. E.; Borzykh, M. N.; Kondrikov, B. N.; Korneev, S. A. Detonation of aqueous solutions of perchlorates（俄文）. Trudy Instituta - Moskovskii Khimiko-Tekhnologicheskii Institut imeni D. I. Mendeleeva, 1979. 104: 95-98. ISSN: 0371-9723.